# Matías Toledo Riquelme
Matías Nicolás Toledo Riquelme (Mendoza, Argentina; 6 de junio de 2000) es un futbolista argentino-chileno que se desempeña como Mediocampista y actualmente milita en Deportes Colina de la Tercera División A chilena.

## Trayectoria
Nacido en Mendoza, llegó a las divisiones inferiores de Argentinos Juniors a los 13 años, quedándose por 3 años. Tras problemas con la pensión del club, partió a las inferiores de Lanús e Independiente, para terminar en Gimnasia y Esgrima La Plata tras recibir un llamado de Darío Ortiz.
En el lobo platense, debutó en el primer equipo en un partido válido por la 9° fecha de la Liga Profesional 2021 ante Patronato, que culminó en derrota por 4-1.
Para la temporada siguiente, fichó por  Deportes Concepción de la Segunda División chilena, donde estaba en carpeta desde el año anterior. Fue uno de los buenos valores en la campaña que terminó con los lilas salvándose del descenso en la última fecha ante Rodelindo Román.

## Selección nacional
Al ser toda su familia materna de nacionalidad chilena, es elegible para jugar por la selección chilena. En 2016, fue nominado a un microciclo de la Selección sub-17 chilena por el técnico Hernán Caputto, con vistas al Sudamericano de 2017. Finalmente, no fue citado al sudamericano.

## Clubes
| Club                           | País      | Año       |
| ------------------------------ | --------- | --------- |
| Gimnasia y Esgrima La Plata    | Argentina | 2021      |
| Ferro de General Pico          | Argentina | 2022-Act. |
| → Deportes Concepción (cedido) | Chile     | 2022      |
| → Deportes Colina (cedido)     | Chile     | 2023-Act. |